# شهرستان باقرامیان
شهرستان باقرامیان (ارمنی: Բաղրամյանի շրջան) یکی از سی و هفت شهرستان در تقسیم‌بندی جمهوری شوروی سوسیالیستی ارمنستان بود. مرکز این شهرستان باقرامیان، آرماویر بود. طبق سرشماری سال ۱۹۸۷ میلادی جمعیت آن بالغ بر ۱۶٬۱۰۰ تن و مساحت آن ۴۵۳٫۱۴ کیلومتر مربع بود. 

## مناطق مسکونی
- آرگینا
- ادرمیت
- آرواداشت
- Բագարան
- دالاریک
- یروانداشات
- لرناگوگ
- کوغباوان
- هوشاکرت
- میاسنیکیان
- Շենիկ
- واناند
- Տալվորիկ
- کاراکرت